# Lutjanus mahogoni
El ojanco o pargo ojón (Lutjanus mahogoni) es una especie de peces de la familia Lutjanidae en el orden de los Perciformes.

## Morfología
Los machos pueden llegar alcanzar los 48 cm de longitud total.

## Alimentación
Come de noche principalmente peces pequeños , gambas, cangrejos y cefalópodos.

## Hábitat
Es un pez de mar de clima tropical y asociado a los  arrecifes de coral que vive hasta 100 m de profundidad.

## Distribución geográfica
Se encuentra desde Carolina del Norte (Estados Unidos) hasta el noreste de Brasil, incluyendo el Golfo de México y el Mar Caribe.